# Lars Arwén
Lars Ivan Ingemar Arwén, född 21 december 1920 i Mariestads församling, Skaraborgs län, död 5 februari 1995 i S:t Johannes församling, Stockholm, var en svensk präst.

## Biografi
Lars Arwén föddes 1920 i Mariestads församling. Han blev 1939 student vid Uppsala universitet, där han avlade teologisk-filosofisk examen 1941, teologie kandidatexamen 1945 och praktiskt teologiskt prov samma år. Efter prästvigning för Stockholms stift hade Arwén ett antal olika förordnanden. Han kom 1963 till S:t Johannes församling i Stockholm som kyrkoadjunkt. Arwén blev komminister där samma år och kyrkoherde 1966. År 1977 blev han kontraktsprost i Stockholms norra kontrakt. Arwén var även hovpredikant.